# Naturschutzgebiet Wupperaue

## Beschreibung
„Das Naturschutzgebiet Wupperaue besteht aus drei getrennten Teilflächen, die den größten Teil der Wupper und ihr unmittelbares Umfeld zwischen Wuppertal-Laaken flussaufwärts bis Wuppertal-Beyenburg umfassen. Teilweise liegt die Nordhälfte der Wupper außerhalb des betrachteten NSGs im Ennepe-Ruhr-Kreis. Teilfläche 1 erstreckt sich ca. 2,1 km entlang der Wupper zwischen Wupperal-Laaken und Papierfabrik, Teilfläche 2 umfasst ca. 650 m Wupperabschnitt zwischen Ostgrenze Naturschutzgebiet Wupper Osthang und Ortseingang W-Beyenburg und die Teilfläche 3 wird durch die ca. 1,3 km lange Wupperschleife um W-Beyenburg gebildet.
Während die Teilflächen 2 und 3 nur die Wupper und unmittelbar angrenzende Uferstreifen aus Gehölzen und Hochstauden umfassen, sind in Teilfläche 1 größere angrenzende Gehölzflächen mit Auwaldcharakter, Hochstaudenflächen, Feuchtgrünländer und Hangwald-Bereiche bis maximal 180 m Entfernung von der Wupper mit eingeschlossen. In den meisten Abschnitten des NSG ist die Wupper ein weitgehend naturnaher und strukturreicher, schottergeprägter Mittelgebirgsfluss, in dem u. a. Wasserhahnenfuß eine auffällige Submersvegetation bildet. (…)  Nur in kleinen Bereichen finden sich etwa Pestwurzfluren. Gleichwohl bestehen entlang der Wupper ältere, naturschutzfachlich wertvolle Gehölze mit Auwaldcharakter. (…)
Gesamtwert des Gebietes Das NSG ‚Wupperaue‘ ist insbesondere im unmittelbaren Bereich der Wupper von hohem naturschutzfachlichem Wert. Es steht im Verbund mit nördlich angrenzenden, im Ennepe-Ruhrkreis liegenden Flächenanteilen. Der von seinen Strukturen und seiner Vegetation her weitgehend naturnahe Mittelgebirgsfluss (Rhithral) ist als gefährdeter Biotoptyp von überregionaler Bedeutung. (…) Das Gebiet ist als Lebensraum wertgebender und charakteristischer Tierarten der Mittelgebirgs-Fließgewässer von überregionaler Bedeutung. Hierzu zählen mit regelmäßigen Vorkommen u. a. Lachs, Meerforelle, Äsche, Eisvogel, Wasseramsel, Gebirgsstelze, Graureiher, Reiherente, Kormoran, Blauflügel-Prachtlibelle und Ringelnatter. Im Gebiet kommen folgende Geschützte Biotope nach Par. 62 LG vor: naturnahe Fließgewässer, Seggen- und binsenreiche Nasswiesen, natürliche Felsbildungen. Im Gebiet kommen folgende FFH-LRT in hervorragender Ausprägung vor: Fließgewässer mit Unterwasservegetation (3260), Silikatfelsen (8220). Bedeutung des Gebietes für den lokalen, regionalen, landesweiten und europaweiten Biotopverbund. Das NSG „Wupperaue“ ist sowohl eine wichtige überregionale Verbundachse, als auch Trittsteinbiotop vor allem für Tier- und Pflanzenarten der Fließgewässer, insbesondere für die Wanderfische Lachs und Meerforelle sowie für die Äsche.“

## Schutzziele
Als hervorzuhebendes Entwicklungsziel für das NSG Wupperaue sind die natürlichen Strukturen und die Wasserqualität des Mittelgebirgsflusses zu sichern. Eine Redynamisierung der vom Flussbett weitgehend abgekoppelten Flussaue zur Reetablierung einer naturnahen Flussauen-Landschaft mit den dazugehörenden Strukturen wie z. B. Nebengerinne und Altwässer erscheint an einigen Stellen möglich und ist zu prüfen.

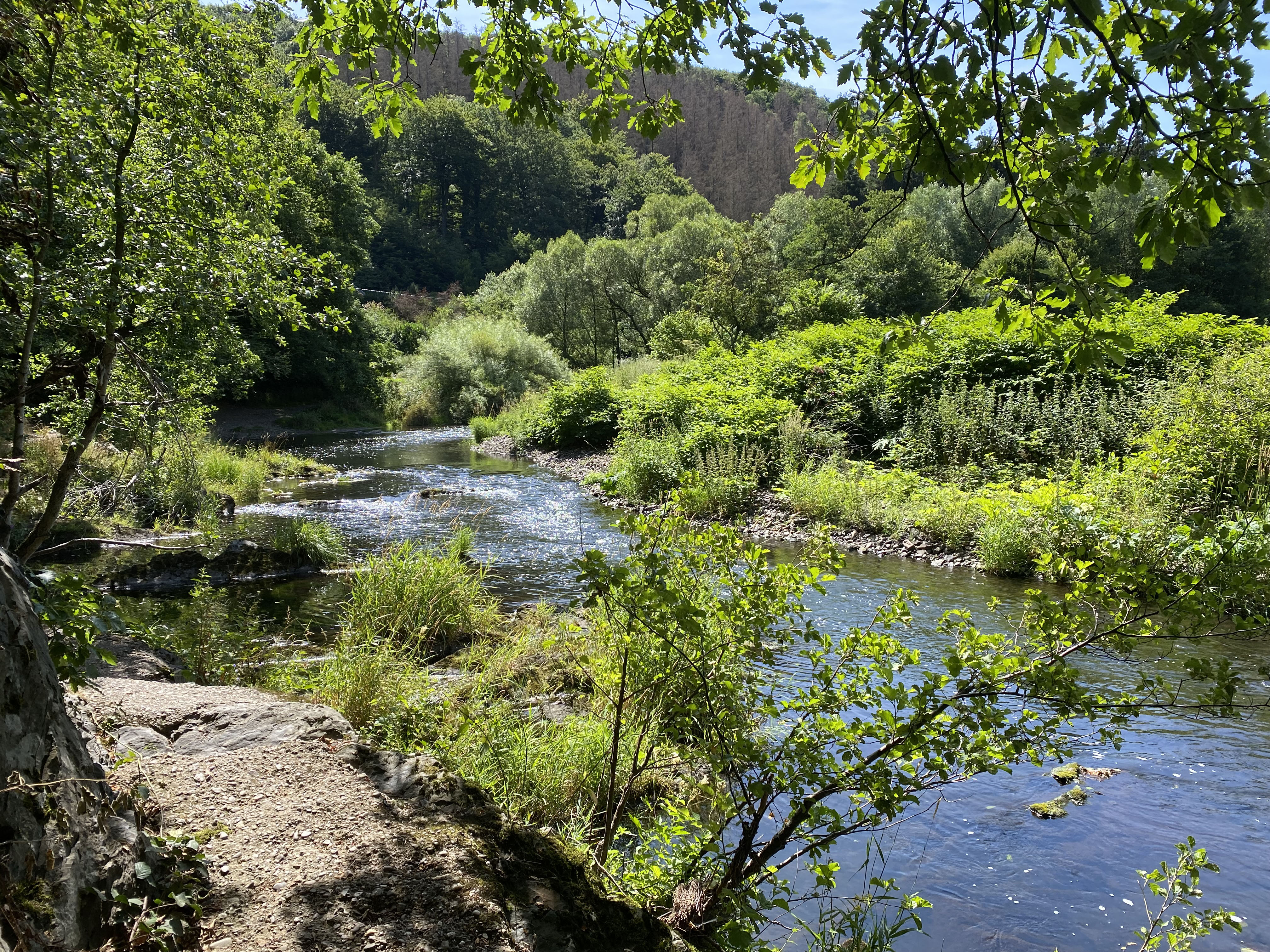
NSG Wupperschleife (EN-002) / NSG Wupperaue (W-023) bei Beyenburg
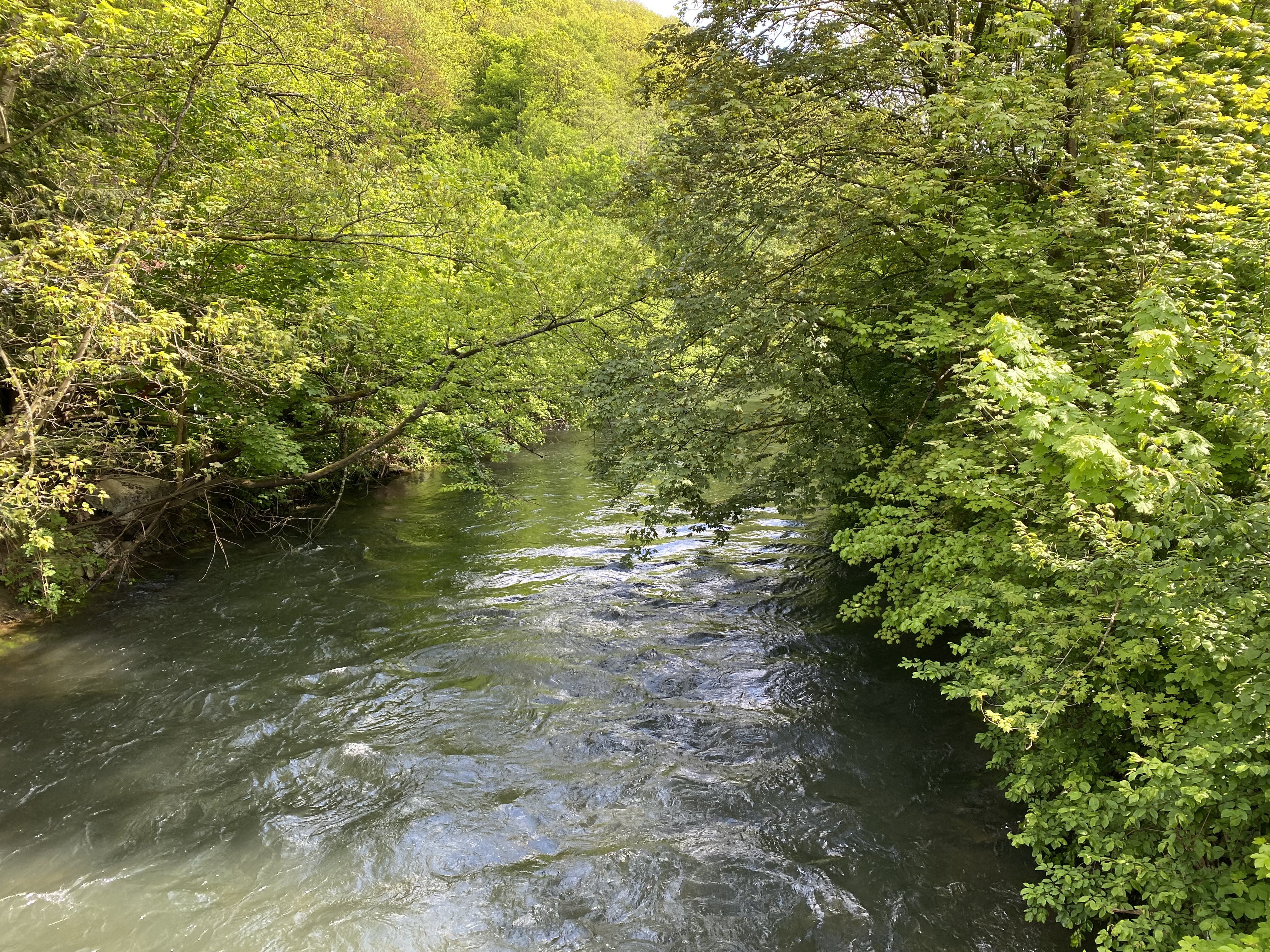
an der Wupperbrücke (L414) in Beyenburg
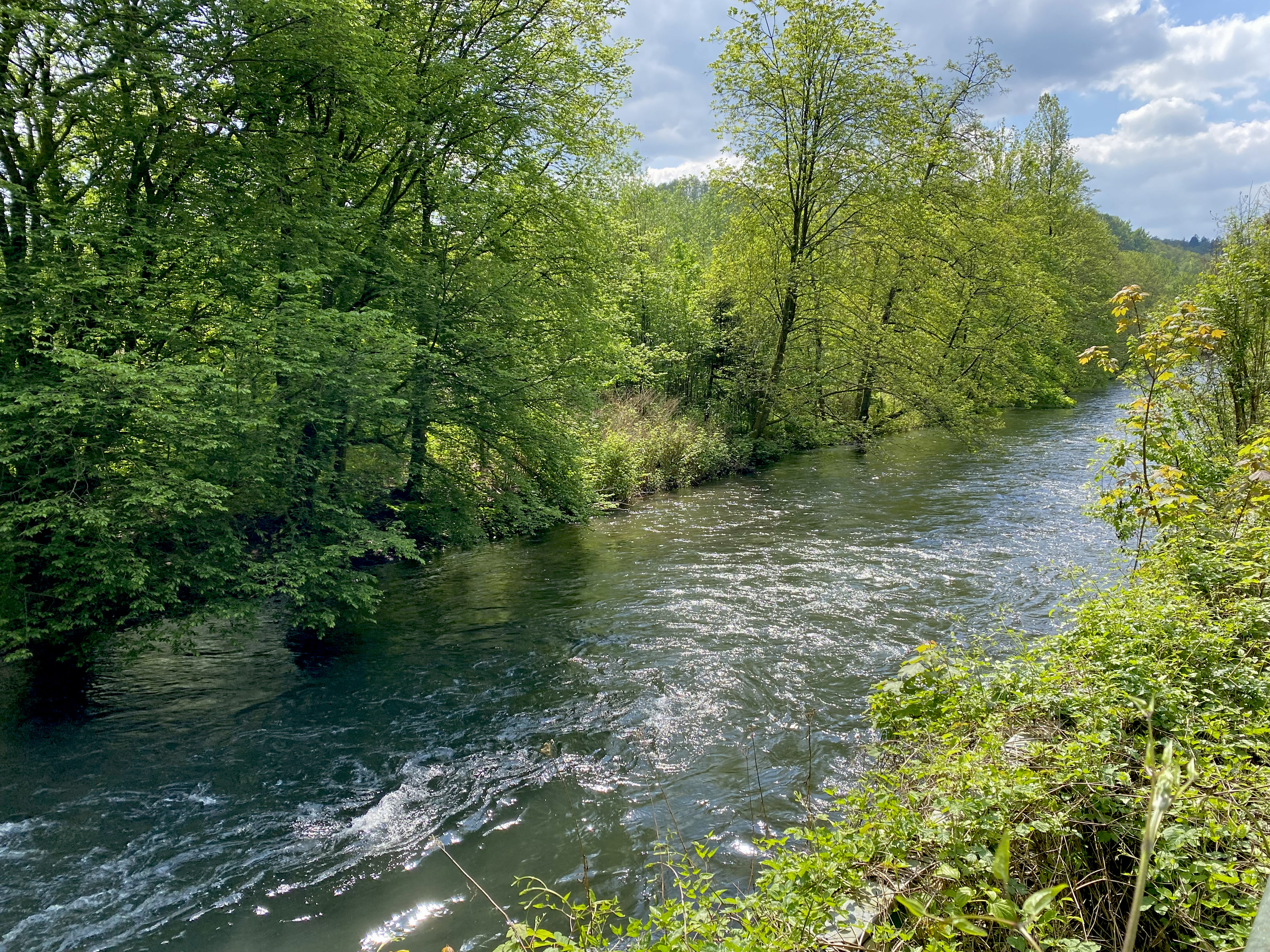
NSG Wupperaue östl. Papierfabrik Erfurt
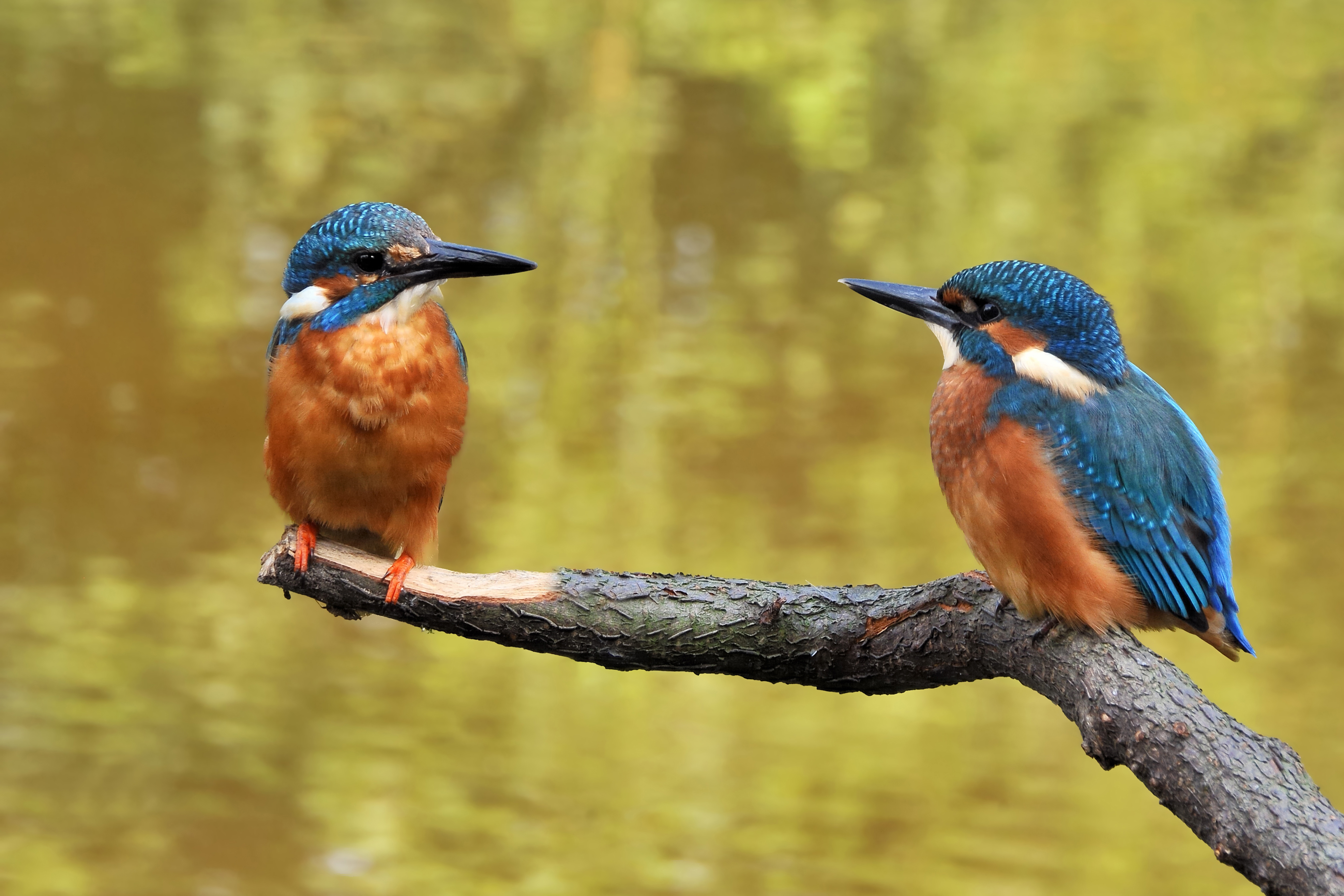
Eisvögeln bietet die Wupperaue Nahrung und Brutplätze
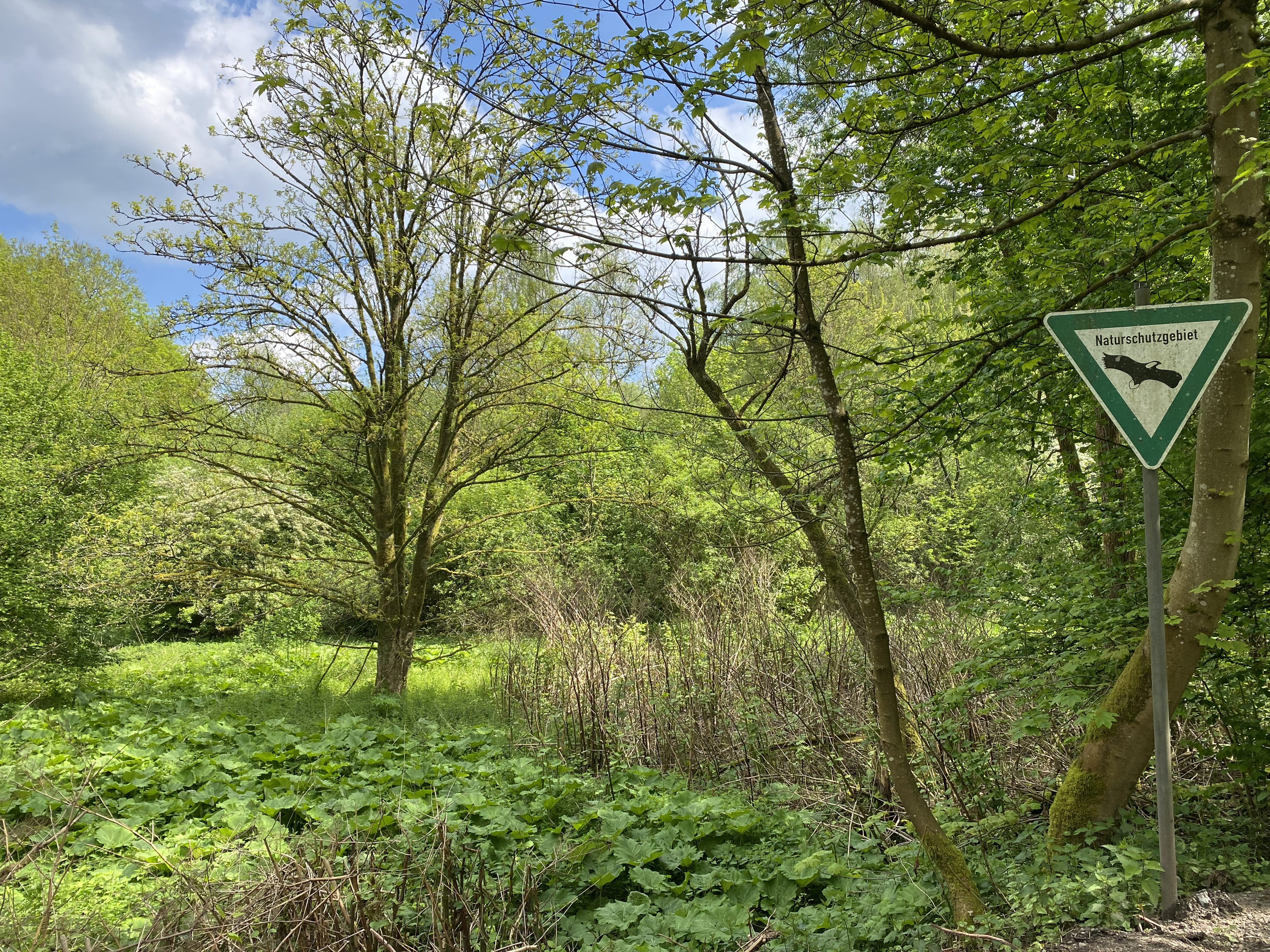
Pestwurzbestände an der Kemna-Brücke
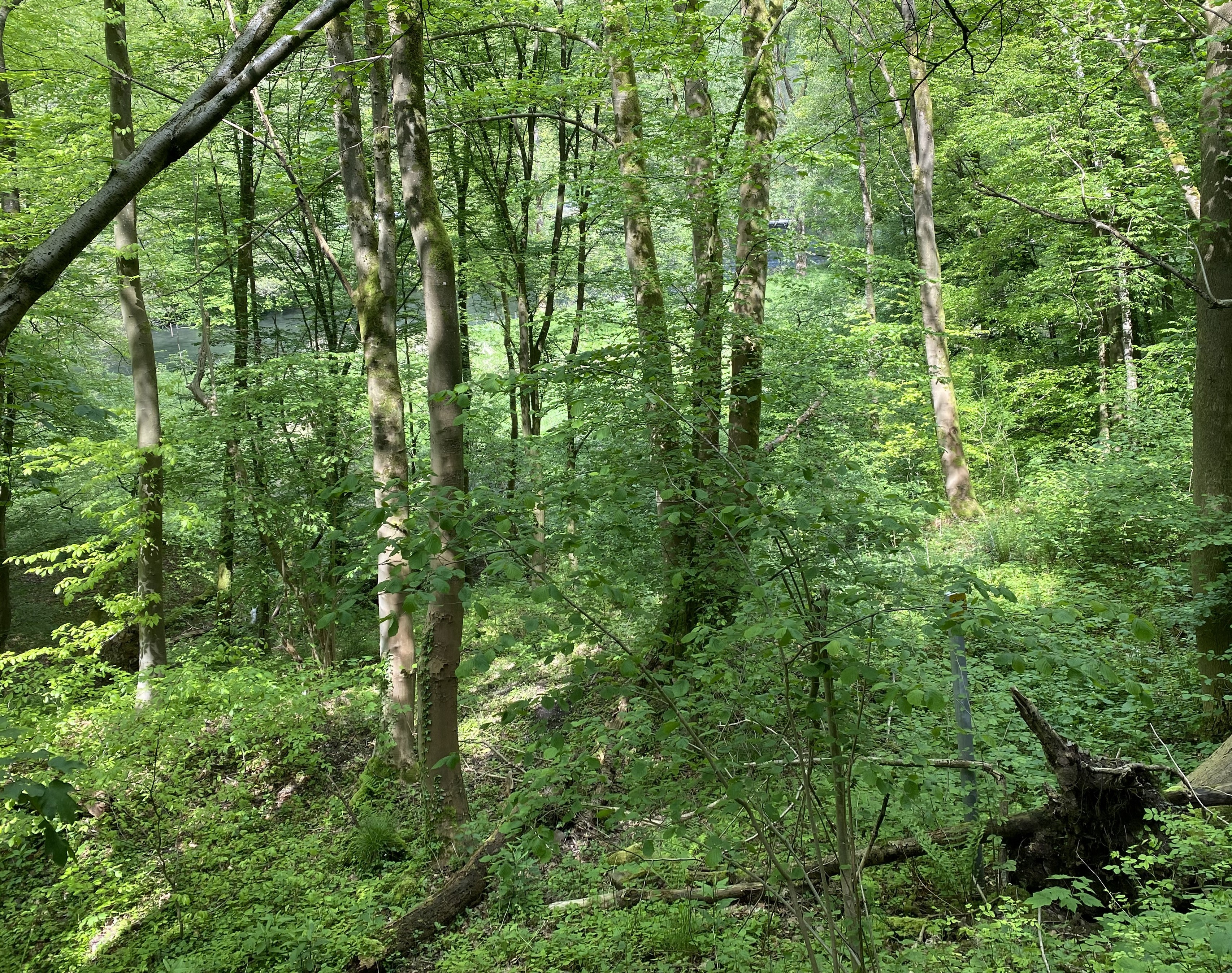
Auwald im NSG bei Kemna
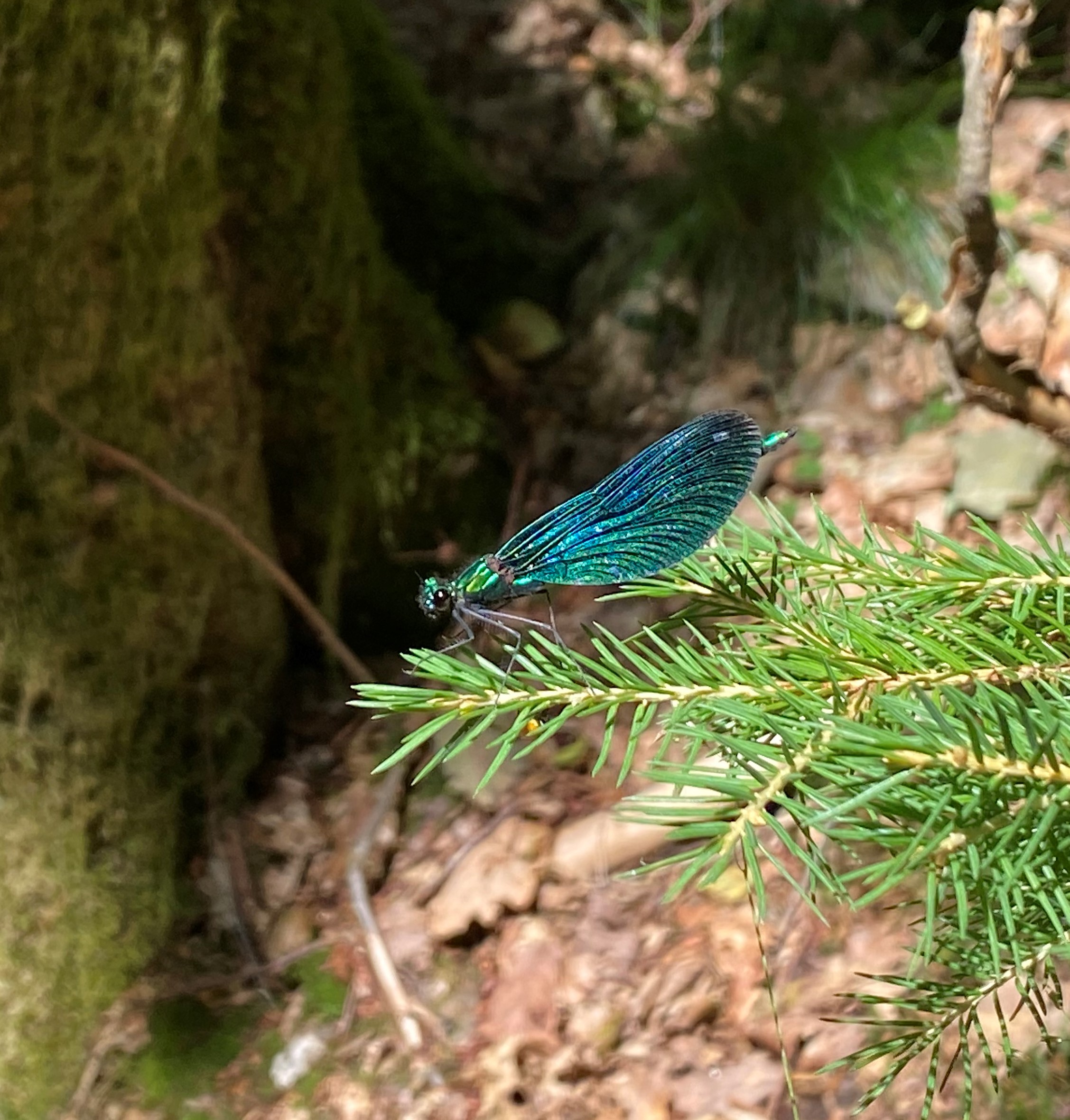
Blauflügel-Prachtlibelle – an der Wupper heimisch
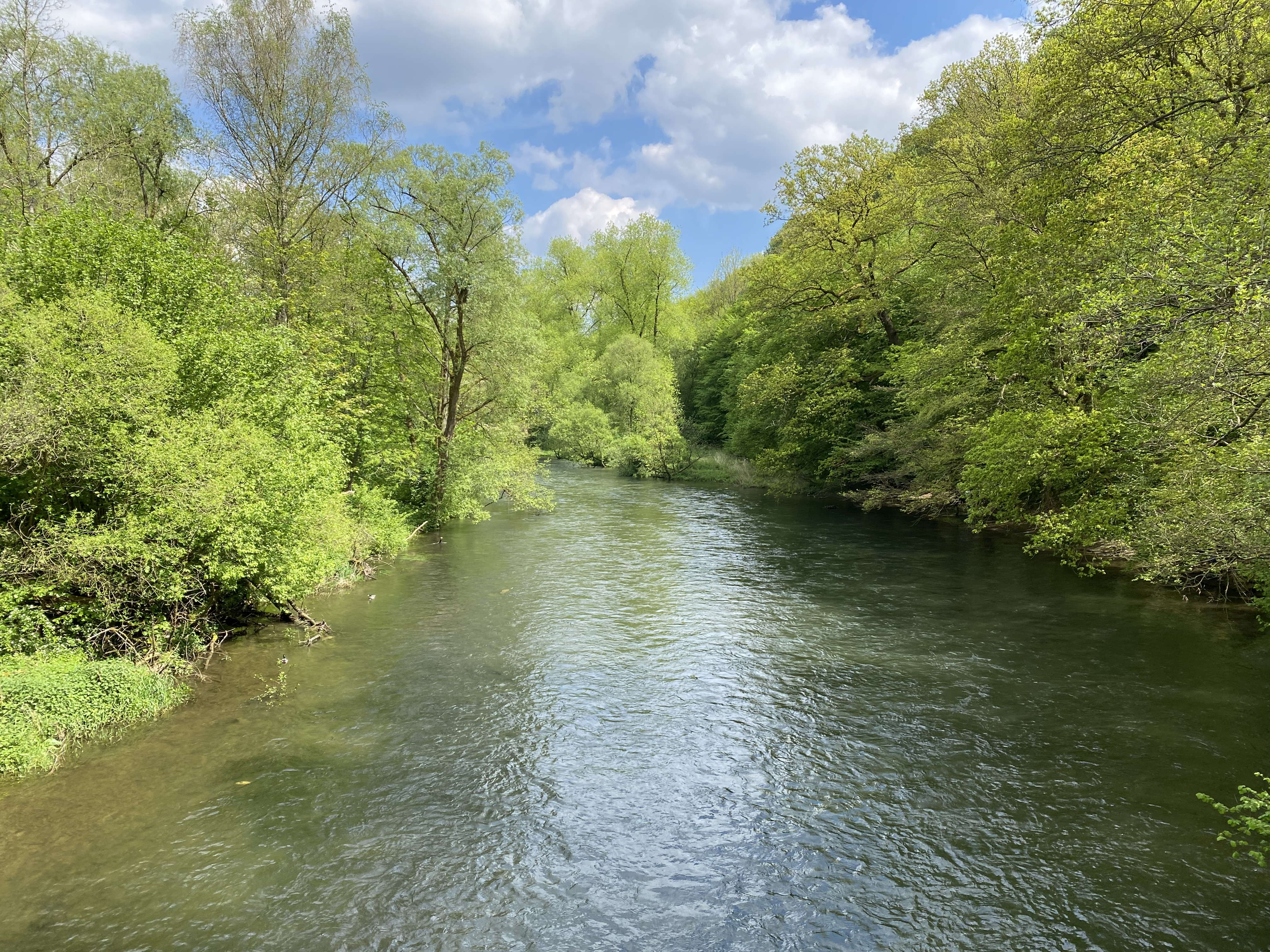
Blick auf die Wupper von der Kemna-Brücke gegen die Fließrichtung nach Norden